# Eragrostis lingulata
Eragrostis lingulata är en gräsart som beskrevs av Clayton. Eragrostis lingulata ingår i släktet kärleksgrässläktet, och familjen gräs. Inga underarter finns listade i Catalogue of Life.